# Nadagarodes mysolata
Nadagarodes mysolata är en fjärilsart som beskrevs av Walker 1866. Nadagarodes mysolata ingår i släktet Nadagarodes och familjen mätare. Inga underarter finns listade i Catalogue of Life.